# Atacamit
Atacamit, även stavat atakamit, är ett kopparhaltigt sekundärt malmmineral som har fått sitt namn från Atacamaöknen i Chile där man kan hitta mineralet. Atacamit hittas vanligen som skiviga eller prismatiska kristaller, men man kan även finna massiva eller korniga aggregat. Atacamit är en halogenid, mer exakt en klorid vilket innebär att halogenen klor ingår som envärd negativ jon.